# Simon Steinberger (Gendarm)

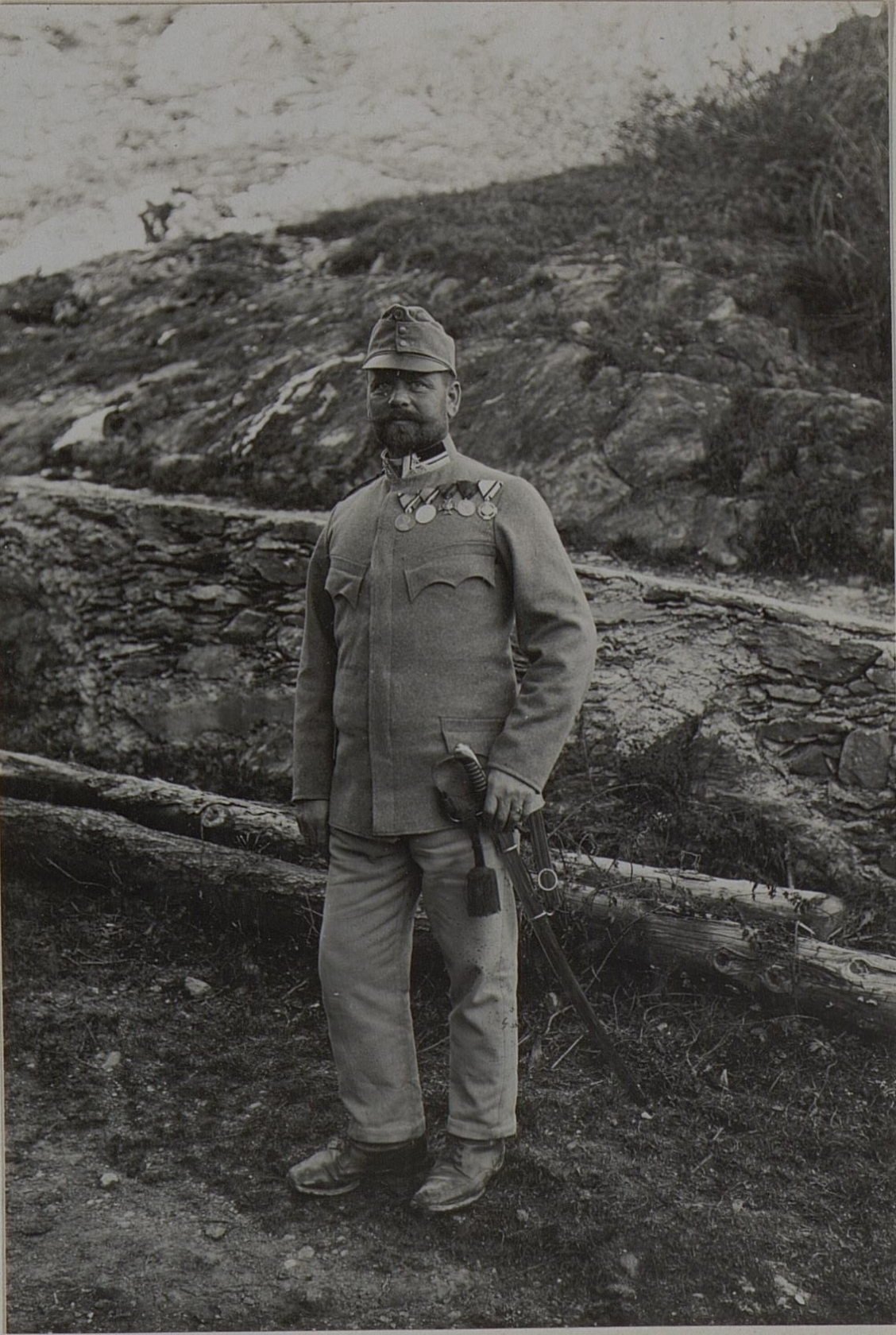
Simon Steinberger

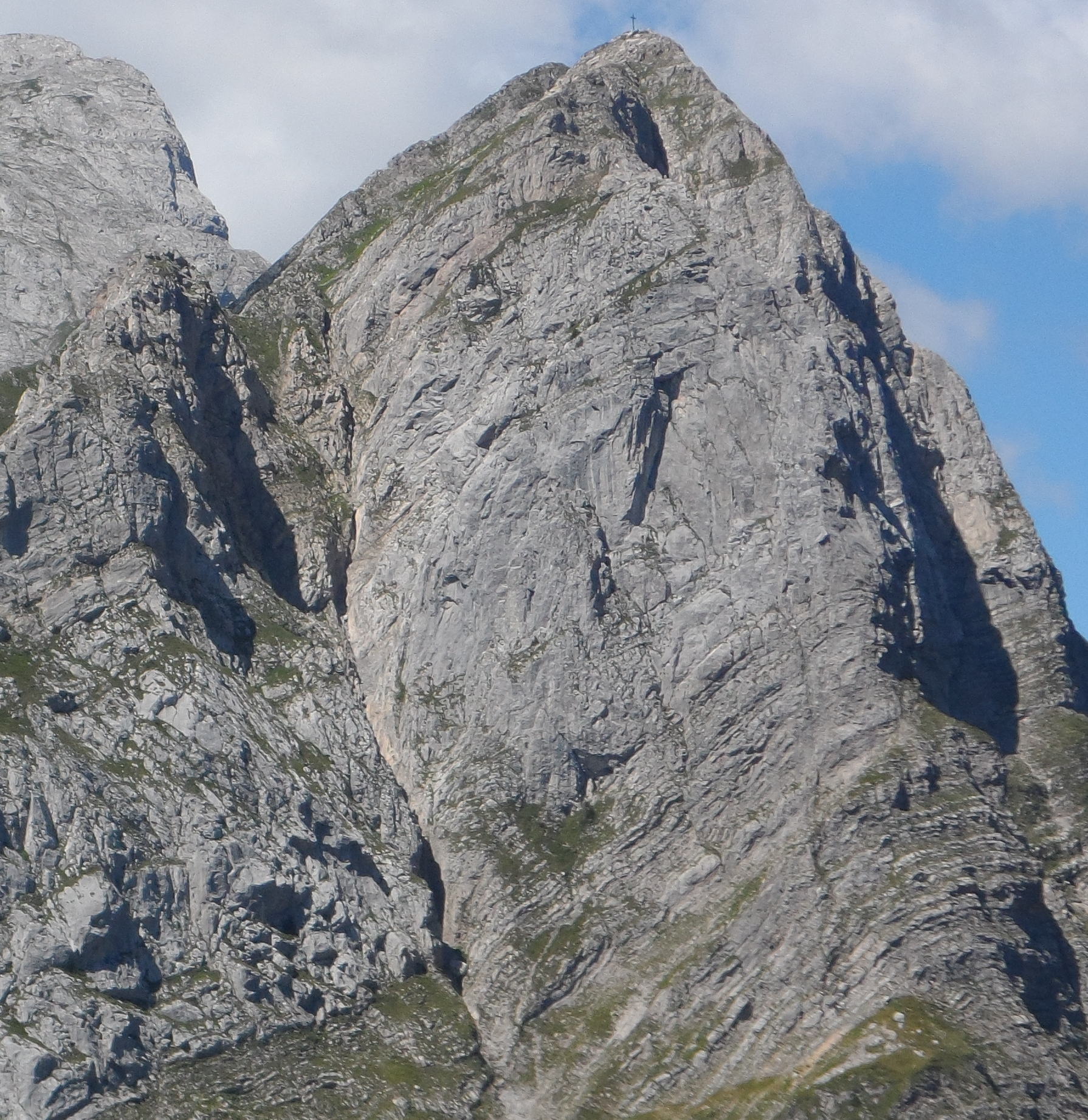
Der Frischenkofel mit Ostgipfel (rechts mit Kreuz) und Westgipfel; der Steinbergerweg verläuft entlang der sichtbaren Rinne zwischen den beiden Bergkörpern.

Simon Steinberger (* 25. Oktober 1874 in Dobersberg, Kärnten; † 27. Januar 1949 in Krumpendorf am Wörthersee) war ein österreichischer Angehöriger der k.k- und später Bundesgendarmerie. Bekanntheit erlangte er durch die Ersteigung der Ostseite und Rückeroberung der beiden Gipfel am Frischenkofel im Zuge des Gebirgskrieges im Ersten Weltkrieg 1915. 
Simon Steinberger war von 1909 bis 1923 Postenkommandant der Gendarmerie von Mauthen, der heutigen Marktgemeinde Kötschach-Mauthen im Bezirk Hermagor, Kärnten.
Am 24. Juni 1915 erkletterte er mit fünf Freiwilligen den von einer italienischen Kompanie besetzt gehaltenen Frischenkofel (2238 m italienisch: Cellon) am Plöckenpass über eine Rinne auf der Ostseite des Berges und konnte am frühen Morgen des nächsten Tages die italienische Stellung am Ostgipfel überwältigen, welche zuvor die Talorte Kötschach und Mauthen beschossen hatte. In Unwissenheit über die Stärke des Gegners, zogen sich die verbliebenen Italiener auf den Westgipfel zurück. Die Österreicher konnten sich fünf Tage und Nächte halten, während nachgerückte reguläre Truppen die schwierigen Wandpassagen der Rinne mit Sicherungsseilen versahen und dadurch Verstärkung auf den Ostgipfel aufsteigen konnte. Am 18. Juli 1915 konnten Steinberger und rund 30 weitere Männer auch kurzfristig den Westgipfel zurückerobern. Für diese Leistungen wurden Steinberger und der bei dieser Unternehmung im Nahkampf gefallene Franz Weilharter, als eine der ersten, am 3. November 1915 mit der Tapferkeitsmedaille in Gold ausgezeichnet.
Die Route durch die Ostwand trägt heute den Namen Steinbergerweg und ist seit 1965 als Klettersteig eingerichtet. Eine Gedenktafel der Erbauer erinnert an seine Taten.
Über die weitere Biographie Steinbergers bis zu seinem Tod ist wenig bekannt. Im Jänner 1949 wurde er in Klagenfurt beerdigt, aber entsprechend seinem letzten Willen folgend exhumiert und am Plöcken beigesetzt, wo sich sein Grab im Ossarium der Plöckenkapelle befindet.
Der 18. Unteroffizierslehrgang des Bundesheeres im Jahr 2006 trug seinen Namen.